# Theodor Oelckers
Hermann Theodor Oelckers (geboren 21. Juni 1816 in Leipzig; gestorben 20. Januar 1869 ebenda) war ein deutscher Schriftsteller, Übersetzer und Revolutionär 1848/49.

## Leben
Über Theodor Oelckers Eltern und Jugend ist bisher nichts bekannt. Nachdem er in Leipzig sein Abitur machte, studierte er ab 1837 Medizin an der Universität Leipzig. Nach übereinstimmenden Berichten war er seit 1839 als Schriftsteller und Übersetzer tätig. Seine erste Veröffentlichung war die des Gedichtes Seifried Schweppermann (1836) und die Übersetzungen von drei Dramen Shakespeares (1839). Größeres Aufsehen erregte 1844 sein Buch Die Bewegung des Socialismus und Communismus. Erstens wurde es am 11. September 1844 im Königreich Bayern und vermutlich auch in Sachsen verboten. und zweitens wurde er des Plagiats verdächtigt. Wie viele andere Literaten wurde er im Vormärz von Metternich-Agenten, in seinem Fall von dem Konfidenten Jacob Eduard Singer, bespitzelt. Sein Biograf Franz Brümmer schrieb seine „schönwissenschaftlichen Schriften“ fanden „wenig Beachtung. Mehr Erfolg hatten seine Gedichte (1847), die einen tiefen poetischen Gehalt offenbaren und durch eine feine Ausdrucksweise der Gedanken erfreuen.“
1844 gehörte er zum Kreis von Leipziger Intellektuellen um den Komponisten Robert Schumann, der sich regelmäßig in der Restauration Zum Kaffeebaum traf.
Während der Märzrevolution nahm Oelckers aktiven Anteil an den Auseinandersetzungen in Leipzig. Er beteiligte sich an dem Verein von Robert Blum und hielt im Mai 1849 an der neuen Reichsverfassung fest und war auch an dem Dresdner Maiaufstand beteiligt. Oelckers wurde wegen Hochverrats verhaftet. Im Oktober 1849 wurde er zusätzlich wegen Preßvergehens, Abdruck eines Artikel von Karl Heinzen und Gustav Struve in der nicht zu Sachsen gehörigen Stadt Altenburg, zu zehn Monaten Haft verurteilt. 1853 wurden einige Frauen aus den gebildeten Ständen in Leipzig verhaftet, weil sie offenbar versucht hatten, Oelckers zu befreien. Über seine zehnjährige Haftzeit und sein Leiden berichtete er selbst in einem Buch Aus dem Gefängnißleben. Auch in der Presse erschienen gelegentlich Berichte über die schlechte und z. T. unmenschlichen Haftbedingungen in dem Zuchthaus Waldheim, so z. B. in der Augsburger Allgemeinen Zeitung.
Am 12. Juni 1859 traf Oelckers, ohne ein Gnadengesuch unterschrieben zu haben, in Leipzig ein. Von den Maigefangenen waren nur noch Robert Binder, August Röckel, Franz Moritz Kirbach und der Postsekretär Martin in Waldheim eingekerkert. Seine Haftzeit beschrieb er in dem Buch „Aus dem Gefängnißleben“. Im Gegensatz zu August Röckel ist seine Schilderung der Haft nicht von Verbitterung geprägt. Seine Gedichte „Meine Mitgefangenen“ (1860) waren nach der Meinung von politisch.
Auf Vorschlag von Friedrich Gerstäcker reiste er 1861 nach Porto Alegre, um dort für deutsche Aussiedler eine Zeitung zu gründen. Die „Deutsche Zeitung. Tageblatt“ erschien ab dem 10. August 1861. Oelckers schrieb gegen den Einfluss der Jesuiten. 1862 kehrte er nach Deutschland zurück. In Leipzig lernte er August Bebel kennen. Der erinnerte sich in seinen Memoiren an ihn. „Da saßen Roßmäßler, Dolge, der wegen seiner Beteiligung am Maiaufstgand verurteilt worden war (…) und dann acht Jahre in Waldheim gesessen hat. Zu den  ‚Verbrechern‘ gehörten weiter Dr. Albrecht (…) Dr. Burckhardt, Dr. Peters, Theodor Oelckers, Dr. Fritz Hofmann, ‚Gartenlaube‘-Hofmann genannt usw. Wir Jungen rechneten es uns zur besonderen Ehre an, wenn wir an diesem Tisch in Gesellschaft der Alten ein Glas Bier trinken durften.“
In seiner letzten Buchpublikation 1867 kehrte Oelckers zu seinen Anfängen, dem Kampf für Demokratie und Republik, zurück, indem er Tocquevilles L’ancien régime et la révolution (1856) ins Deutsche übersetzte (Der alte Staat und die Revolution).
Am 20. Januar 1869 verstarb Theodor Oelckers in einem Leipziger Krankenhaus.
Sein Freund Karl Albrecht erwähnt ihn 1881: „Von den Freunden, welche mich durch eigene Aufzeichnungen unterstützten, muss ich vor allen den Schriftsteller Theodor Oelckers nennen; er war ein geborener Leipziger wie ich selbst.“

## Werke
- Seifried Schweppermann. In: Iris: Unterhaltungs-Blätter für Literatur und Kunst. 2. Jg. Nr. 38 vom 27. März 1836 (books.google.de).
- William Shakespeare’s sämmtliche dramatische Werke. Ausgabe in 12 Bänden. Georg Wigand, Leipzig 1839. Übersetzer: A. Böttger, Heinrich Döring, Alexander Fischer, Ludwig Hilsenberg, W. Campadius, Theodor Mügge, Theodor Oelckers, Ernst Ortlepp, L. Petz, Karl Simrock, Ernst Susemihl, E. Thein.
  - Band 3: Der Kaufmann von Venedig. König Johann. Richard der Zweite (Th Oelckers). (books.google.de).
  - Band 10: Hamlet, Prinz von Dänemark. Titus Andronicus. (Th Oelckers). Troilus und Cressida. (books.google.de).
  - Band 12: Coriolan. Antonius und Cleopatra. Ende gut, Alles gut. (Th Oelckers) . (books.google.de).
- Thomas Moore’s poetische Werke. In fünf Bänden. Mit dem Porträt des Dichters. Bernh. Tauchnitz jun., Leipzig 1839–1840.[15]
- Der Freigeist. Ein Roman des neunzehnten Jahrhunderts. 2 Bände. Bernhard Tauchnitz jun., Leipzig 1840.
- Lady Sale: Tagebuch der Unfälle in Afghanistan. Aus dem Englischen von Theodor Oelckers. T. O. Weigel, Leipzig 1843 (MDZ Reader).
- Alexander Pope’s Poetische Werke. Deutsch von Adolf Böttger und Theodor Oelckers. 4 Bände. Friedrich Fleischer, Leipzig 1842.
- Populäre Geschichte des deutschen Bauernkrieges im Jahre 1525. Mit einer Abbildung. Gebr. Reichenbach, Leipzig 1843 (books.google.de).
- Alexander Burnes: Kabul. Schilderung einer Reise nach dieser Stadt und des Aufenthaltes daselbst, in den Jahren 1836, 1837 und 1838. Aus dem Englischen von Theodor Oelckers. T. O. Weigel, Leipzig 1843 (MDZ Reader).
- Selbstbewußsein der Philister; Gütergemeinschaft;  Rechter Weg; Neue Zeit und neues Leben. [Gedichte] In: Hermann Marggraff (Hrsg.). Liederbuch des deutschen Michel. Franz Peter, Leipzig 1843, S. 23–27 (MDZ Reader).
- Die Bewegung des Socialismus und Communismus. Fest'sche Verlagsbuchhandlung, Leipzig 1844.Archive.org
- Captain Marryat: Die Ansiedler in Canada. Ein Buch für die jüngere Welt. Aus dem Englischen von Theodor Oelkers. Bernhard Tauchnitz jun., Leipzig 1844.
- Prinzessin Marie von Oldenhof oder der ewige Jude. Roman. 3 Bände. Th. Thomas, Leipzig 1844.[16] (Erster Band; 2. Band; Dritter Band 1848 Herzogin Anna Amalia Bibliothek).
- Staat, Kirche, Gesellschaft. Eine populäre Rundschau. Fest'sche Verlagsbuchhandlung, Leipzig 1845 (MDZ Reader).
- Jean Paul. Novellistische Schilderungen aus der Jugend des Dichters. 2 Bände. Otto Klemm, Leipzig 1846 (Erster Band; Zweiter Band MDZ Reader[17]).
- Fürst und Proletarier. Ein Roman aus der Gegenwart. 2 Bände. Otto Klemm, Leipzig 1846 (Erster Band; Zweiter Band MDZ Reader).
- Goethe’s Studentenjahre. Novellistische Schilderungen aus dem Leben des Dichters. 2 Bände. Kößling'sche Buchhandlung, Leipzig 1846 (1. Band; 2. Band MDZ Reader).
- Populäre Geschichte der christlichen Religionskriege. Leipzig 1846 (books.google.de).[18]
- Tolle Welt. Ein Roman. 2 Bände. Kößling’sche Buchhandlung, Leipzig 1846 (Erster Theil; Zweiter Theil MDZ Reader).
- Humoristisch-satyrische Geschichte Deutschlands von der Zeit des Wiener Kongresses bis zur Gegenwart nebst einem ernsthaften Schreiben statt der Einleitung und ernsthaften Schluß. Otto Klem, Leipzig 1847 (MDZ Reader).
- E. L. Bulwer's sämmtliche Romane. Siebenzigster Theil. Lucretia oder die Kinder der Nacht. Ein Roman. Aus dem Englischen Theodor Oelckers. Theil 4. J. B. Metzlersche Buchhandlung, Stuttgart 1847 (books.google.de).
- Gedichte. Otto Klemm, Leipzig 1847.[19] (2. Aufl., Otto Klemm, Leipzig 1848).
- Der Hanseate. Geschichtliches Trauerspiel in fünf Akten. Otto Klemm, Leipzig 1848 (Monatsschrift für Dramatik, Theater, Musik. 1848) (Rezension).
- Politisches Rundgemälde oder kleine Chronik des Jahres 1848. Für alle Leser aus allen Ständen, welche auf die Ereignisse der Zeit achten. Fest’sche Verlagsbuchhandlung, Leipzig 1849 (digital.onb.ac.at).
- Walter Scott’s sämmtliche Werke, neu übersetzt von Dr. Hermann, Fr. Richter, Fr. Funck, Oelckers, Dr. Ernst Susemihl, Dr. Carl Andrä, W. Sauerwein und Andern. Hoffmann’sche Verlags-Buchhandlung, Stuttgart 1850.
  - 6. Band: Quentin Durwar. Übersetzt von Oelckers. Mit einem Stahlstich (books.google.de).
  - 7. Band: Guy mannering oder Der Astrolog. Übersetzt von Oelckers. Mit einem Stahlstich (Arno-Schmidt-Referenzbibliothek PDF).
  - 9. Band: Der Alterthümler. Übersetzt von Theodor Oelckers (Arno-Schmidt-Referenzbibliothek PDF).
  - 15. Band: Das schöne Mädchen von Perth. Übersetzt von Theodor Oelckers. (f Arno-Schmidt-Referenzbibliothek)
- Aus dem Gefängnißleben. 2 Theile. Otto Wigand, Leipzig 1860 (Erster Theil; Zweiter Theil MDZ Reader).
- Meine Mitgefangenen. Gedichte. Wilhelm Keil, Leipzig 1860 (books.google.de).
- Sieben Märchen. Otto Wigand, Leipzig 1860 (books.google.de).
- Humoristische Geschichten. 4 Bände. Leipzig 1864 (Erster Band; Zweiter Band; Dritter Band; Vierter Band MDZ Reader).
- Der Allerletzte. Roman in neun Büchern. Ambrosius Abel, Leipzig 1865 (Erster Band; Zweiter Band; Dritter Band; Vierter Band MDZ Reader).
- Alexis de Tocqueville: Der alte Staat und die Revolution. Deutsch von Theodor Oelckers. Otto Wigand, Leipzig 1867 (archive.org).